# The Book (EP de Yoasobi)
The Book é o extended play de estreia da dupla de J-pop Yoasobi. Foi realizado em 6 de janeiro de 2021 pela Sony Music Japan, mesmo dia de lançamento do single Kaibutsu, da segunda temporada de Beastars, mas não foi incluída ao álbum.

## Desempenho comercial
Foi certificado disco de ouro pela RIAJ, por vender mais de 150 mil cópias.

## Faixas
Todas as faixas foram escritas e produzidas por Ayase.
| N.º            | Título               | Duração |  |
| 1.             | "Epilogue"           | 0:50    |  |
| 2.             | "Encore"             | 4:30    |  |
| 3.             | "Halzion"            | 3:18    |  |
| 4.             | "Ano Yume o Nazotte" | 4:03    |  |
| 5.             | "Tabun"              | 4:23    |  |
| 6.             | "Gunjō"              | 4:08    |  |
| 7.             | "Haruka"             | 4:04    |  |
| 8.             | "Yoru ni Kakeru"     | 4:21    |  |
| 9.             | "Prologue"           | 0:35    |  |
| Duração total: | Duração total:       | 30:12   |  |

## Créditos
- Ayase: escritor e produtor
- Ikura: vocais (faixas 2 a 9)
- Rockwell: guitarra (faixas 4 e 5)
- AssH: guitarra (faixa 6)
- Takeruru: guitarra (faixa 8)
- Plusonica: coro (faixa 6)
- Takayuki Saitō: gravação do vocal (faixas 2 a 8)
- Masahiko Fukui: mixagem
- Hidekazu Sakai: masterização de áudio

## Tabelas musicais

### Tabelas semanais
| Tabelas (2021)                               | Posição |
| -------------------------------------------- | ------- |
| Japão (Oricon)                               | 2       |
| Álbuns combinados japoneses (Oricon)         | 2       |
| Álbuns populares japoneses (Billboard Japan) | 2       |

### Paradas mensais
| Tabela (2021)  | Posição |
| -------------- | ------- |
| Japão (Oricon) | 2       |